# Adullamitis
Adullamitis là một chi bướm đêm thuộc họ Gelechiidae.